# Bethsabée au bain (Véronèse)
Pour les articles homonymes, voir Bethsabée (homonymie).
Pour le tableau de Rembrandt, voir Bethsabée au bain tenant la lettre de David.
Bethsabée au bain est un tableau du peintre de la Renaissance italienne Paul Véronèse, daté d'environ 1575 et conservé au musée des Beaux-Arts de Lyon.

## Histoire
Cette œuvre est un tableau de mariage commandé à Véronèse par un client vénitien avec pour thème l'adultère relié à celui de la Justice. Le tableau arrive en France au XVIIe siècle dans les collections royales. Il est ensuite conservé au château de Versailles, agrandi en haut et sur le côté gauche, pour l'adapter à des boiseries. Envoyé à Lyon par l'État en 1811, il est exposé depuis au musée des Beaux-Arts de Lyon. Son format initial est restauré en 1991, en gardant l'agrandissement derrière le nouvel encadrement.

## Composition
Le tableau représente une scène biblique : Bethsabée aperçue par le roi David du haut de la terrasse de son palais tandis qu'elle se baigne le soir. Mais une incertitude plane quant au sujet représenté, bien qu'il soit généralement convenu qu'il s'agisse bien de Bethsabée au bain : la scène pourrait représenter un autre épisode biblique, à savoir celui de Suzanne, femme très belle, qui, un jour de chaleur, se baigne et est épiée par deux vieillards (ce seraient les personnages sous les arcades à l'arrière-plan) qui lui font des avances infructueuses puis l'accusent injustement d'adultère. 

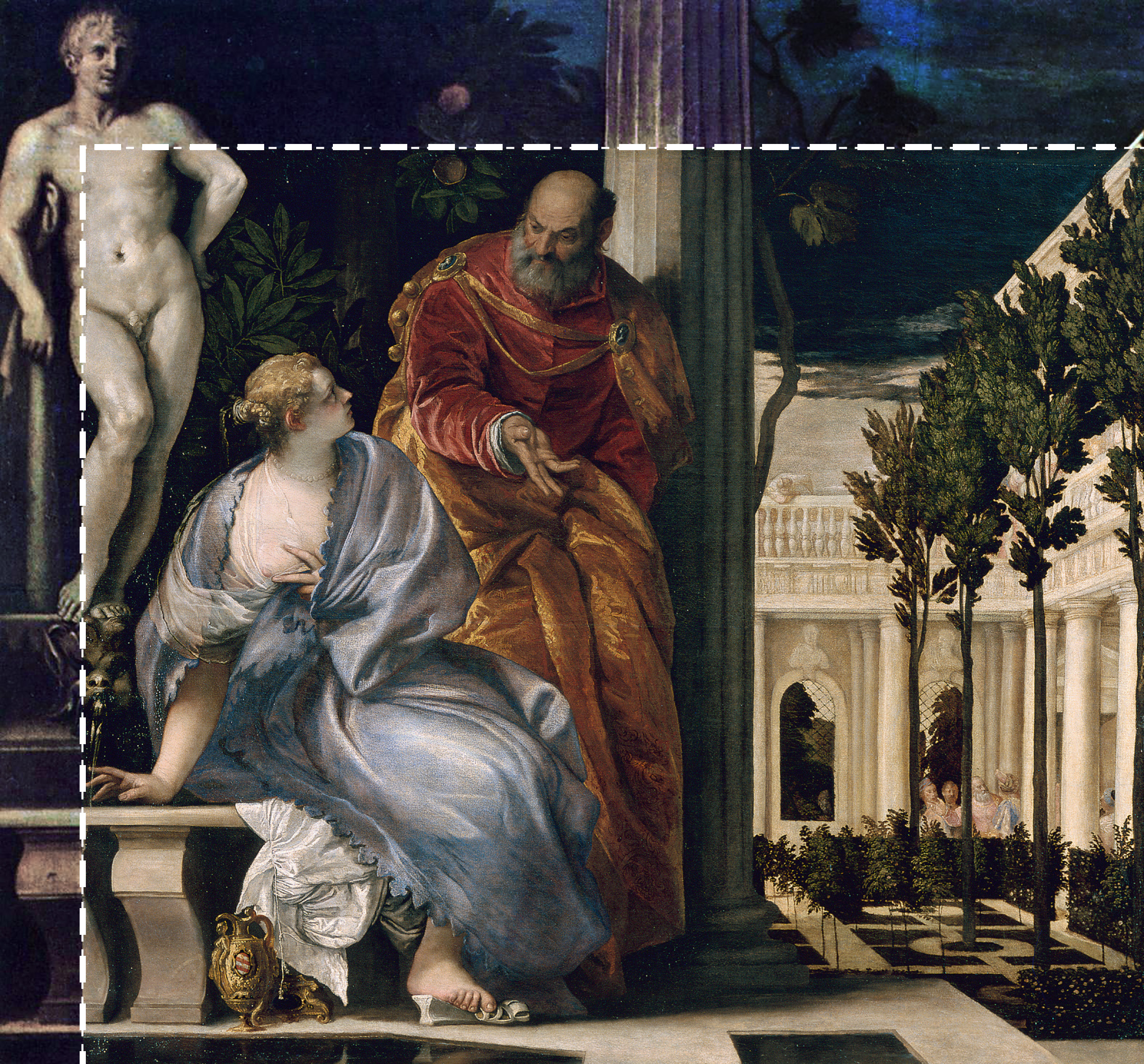
Agrandi en haut et sur le côté gauche, pour l'adapter à des boiseries du Château de Versailles musée des Beaux-Arts de Lyon.

Véronèse, célèbre peintre vénitien, avec Tintoret, à l'époque où il peint ce tableau, réalise cette œuvre pour un client vénitien, comme le montrent certains détails : le vieil homme, notamment, porte la cape d'or à gros boutons caractéristique des doges de Venise. Les armoiries représentées sur l’aiguière et le coffret évoquent peut-être la célébration d’un mariage ou d'une alliance entre deux puissantes familles vénitiennes. Dans cette peinture, l'un de ses nombreux chefs-d'œuvre, Véronèse divise verticalement l'espace en deux parties distinctes, néanmoins reliées par des accords de couleurs et un puissant contraste, ce qui confère une belle profondeur à la composition : 

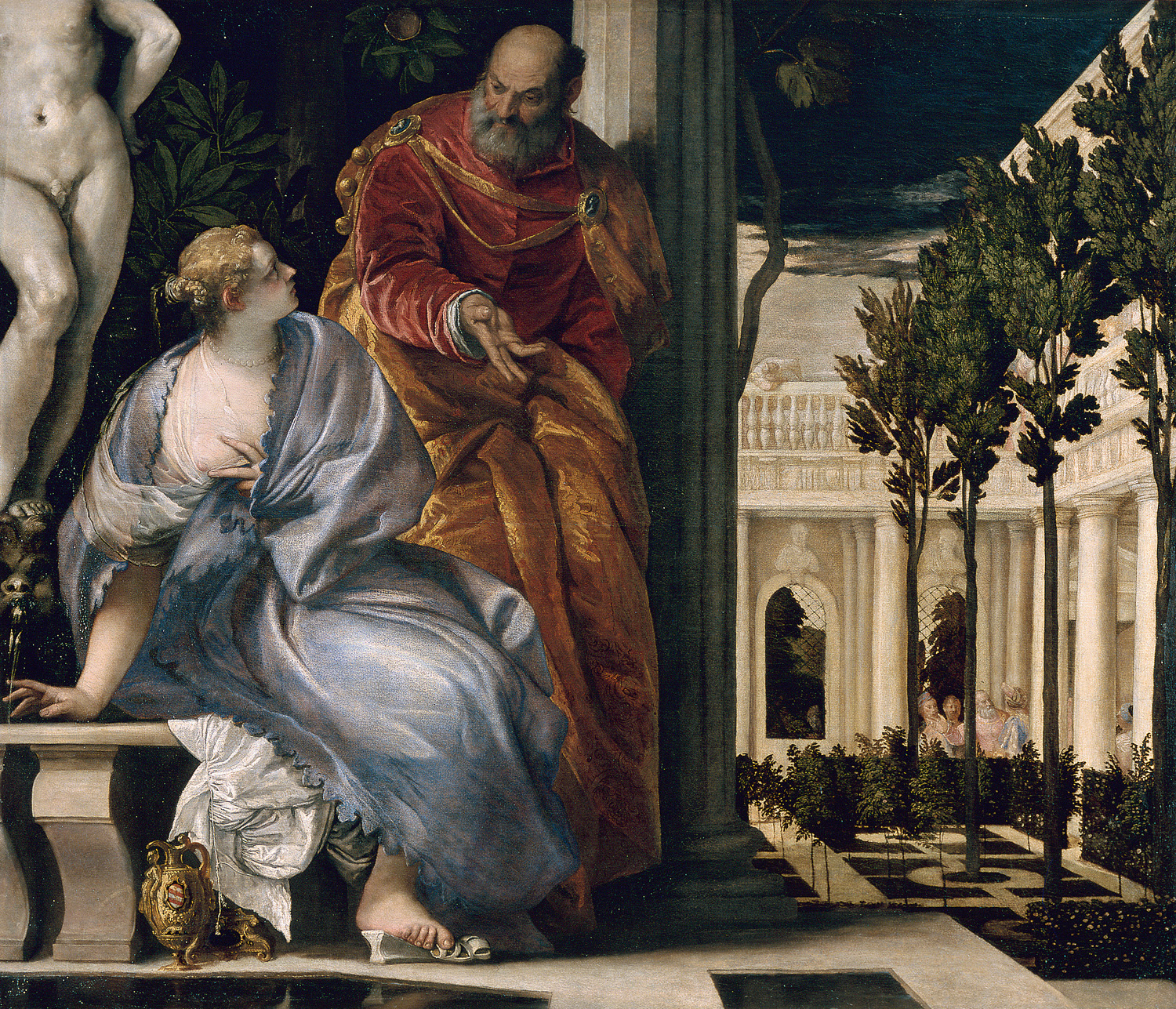
Version de l’œuvre sans le cadre du tableau.

La séparation du tableau en deux parties distinctes est rendue tout à fait plausible par la colonne qui est leur point de jonction, par les motifs au sol, et par la différence des plans. Elle demeure déconcertante pour le spectateur, attiré tantôt par la sobriété de la cour, tantôt par le courbe chatoiement du premier plan.

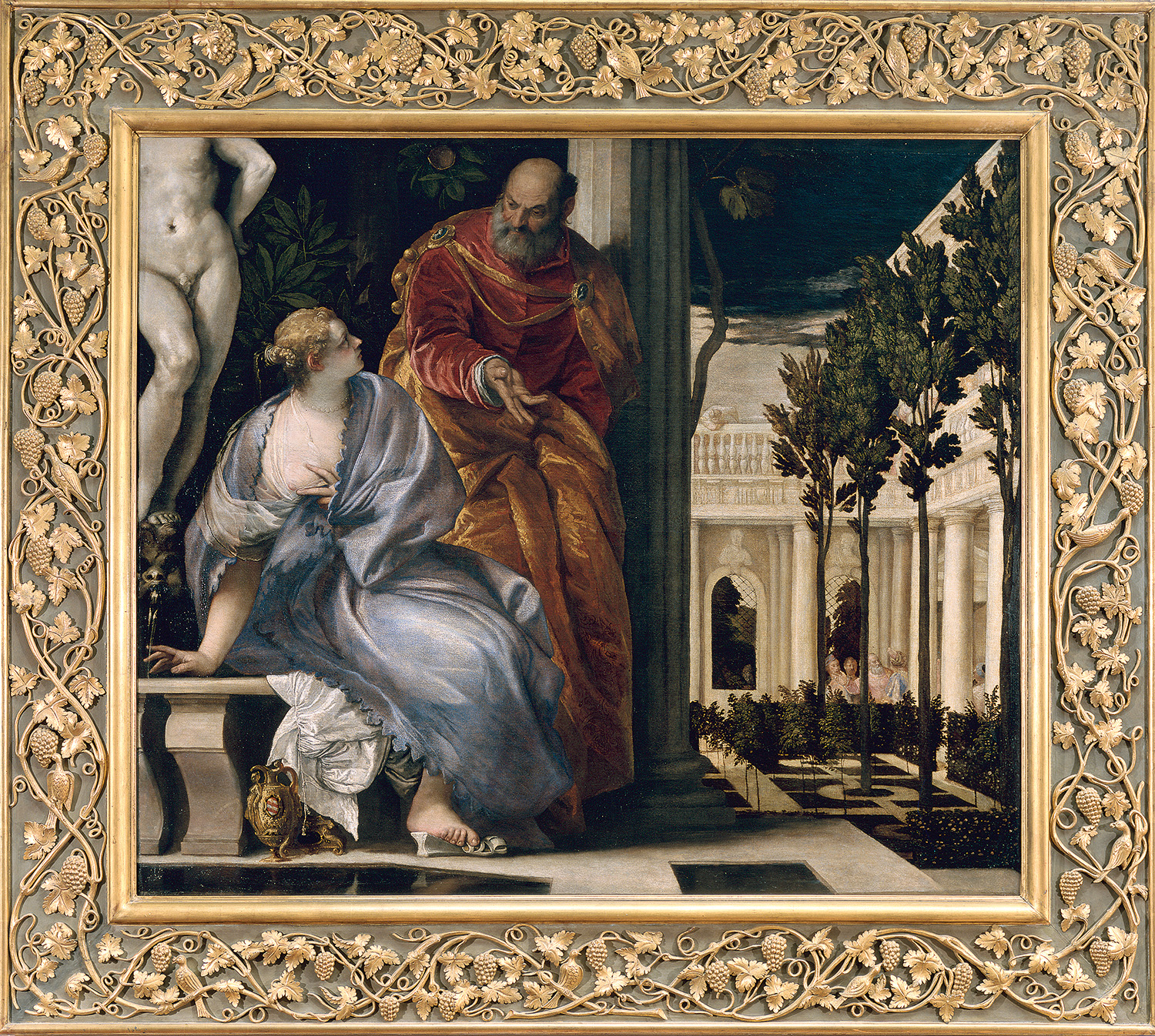
Version actuelle de l’œuvre avec son cadre, tel qu'il est visible au musée des Beaux-Arts de Lyon.

De part et d'autre se déploie un univers raffiné, tant par l'ordonnancement sans faille du jardin que par les détails des vêtements, bordure travaillée pour le manteau de la femme, cape presque dorée attachée par des camées pour l'homme. Sa haute stature, les couleurs qu'il arbore, les personnages entraperçus dans la galerie et qui suggèrent une suite, son âge avancé, tout concourt à faire de lui un personnage puissant. Mais son attitude témoigne qu'il est lui-même en proie au pouvoir de l'amour : à demi penché, la main ouverte ou tendue, il se propose. La statue qui lui fait pendant expose peut-être de manière plus directe le désir qui s'exprime ici. Plus énigmatique, la femme répond à son regard sans se tourner entièrement vers lui. Une main touche son sein en un geste qui se lit comme une invite ou comme un mouvement de pudeur. Elle ne s'offre ni ne se dérobe mais semble l'interroger.

## Analyse
Pour l'historien de l'art Daniel Arasse, suivant l'analyse de Joséphine Le Foll, les deux thèmes sont entremêlés : 
- Le thème de Suzanne est validé par la présence de la fontaine et d'un vieillard, mais il n'y en a qu'un seul (si l'on considère que les vieillards sont ceux sous les arcades, alors la présence de l'homme en rouge au premier plan est inexplicable).
- Si l'on retient le thème de Bethsabée et David, le fait que David soit représenté vieux est inhabituel, d'autant plus que, dans les écrits bibliques, David envoie un jeune messager à Bethsabée plutôt que d'aller la rencontrer en personne. Néanmoins, dans d'autres peintures représentant ce sujet, c'est parfois David lui-même qui vient voir Bethsabée (comme dans le tableau de Jan Metsys au musée du Louvre), ce qui serait donc le cas ici.